# Orano Mining
Orano Mining (anciennement Areva Mines, au sein d'Areva NC) est une entreprise française, fondée en 2007 par l'ancienne multinationale de l'énergie Areva à partir des activités d'extraction de l'uranium de la Cogema. Elle fournit des concentrés d'uranium pour l'industrie nucléaire.
Exploration, développement, production, réaménagement et reconversion des anciens sites : Orano Mining est présent à chaque étape de l'activité minière. Son siège est à Châtillon, dans les Hauts-de-Seine.

## Historique
L'activité minière est effectuée jusqu'en 1976 par le CEA, puis par la Cogema, rebaptisée Areva NC en 2006.
En 2007, Areva rachète pour 1,8 milliard d'euros l'entreprise minière canadienne Uramin, dont toutes les mines se révèlent inexploitables. La même année, l’activité d'exploration minière est intégrée dans une nouvelle filiale, Areva Mines.
En 2011, Areva Mines produit environ 9 100 tonnes d'uranium, dont 3 600 tonnes au Kazakhstan, 3 200 tonnes au Niger et 2 300 tonnes au Canada. Orano Mining prospecte de nouveaux gisements d'uranium dans les pays suivants : Australie, Mongolie, Namibie, Gabon et Centrafrique.
En février 2024, la production d'uranium de la Somaîr au Niger redémarre après la suspension des activités liés au coup d'état en 2023.
En octobre 2024, Orano annonce « suspendre » sa production, faute de pouvoir « continuer à travailler » dans le pays. En décembre 2024, Orano annonce avoir « perdu le contrôle opérationnel » de sa filiale minière au Niger.

## Activité
Orano Mining est le deuxième producteur mondial d'uranium après l'entreprise kazakh Kazatomprom. Ses autres concurrents sont BHP Group (USA), Paladin Energy, Rio Tinto (Australie), Cameco et Uranium One (Canada).
Les principales mines d'uranium d'Orano peuvent être classées en trois types :
1. Mine à ciel ouvert : mines de l'Aïr (Niger) ;
2. Mine souterraine : mines d'Akouta (Niger), de Cigar Lake (Canada), de McArthur River (Canada) ;
3. Lixiviation in situ : mines de Tortkuduk et de Muyunkum (Kazakhstan).

Le minerai d'uranium extrait par Orano Mining subit une opération de « concentration » dans des usines situées à proximité des mines, puis les concentrés d'uranium obtenus (habituellement appelés yellowcake) sont transportés en France pour y être raffinés et convertis à l'usine Orano Malvési dans l'Aude, avant d'être transformés à l'usine Comurhex de Pierrelatte puis enrichis à l'usine Georges-Besse II, sur le site nucléaire du Tricastin dans la Drôme.
Depuis 2019, Orano possède un Centre d’Innovation en Métallurgie Extractive (CIME) basé à Bessines-sur-Gartempe (Haute-Vienne). Ce centre est à l’origine de nombreuses innovations mises en place sur les sites miniers du groupe. Ce bâtiment représente un investissement de 30 millions d'euros et emploie environ 140 salariés, dont 70 chercheurs.